# Pterolophia innuganensis
Pterolophia innuganensis är en skalbaggsart som beskrevs av Stefan von Breuning 1966. Pterolophia innuganensis ingår i släktet Pterolophia och familjen långhorningar.
Artens utbredningsområde är Filippinerna. Inga underarter finns listade i Catalogue of Life.